# Aszkizi járás

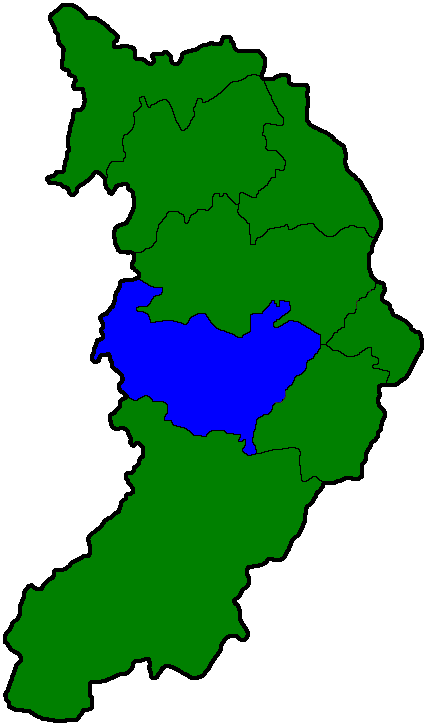
Az Aszkizi járás Hakaszföldön

Az Aszkizi járás (oroszul Аскизский район, hakaszul Асхыс аймағы) Oroszország egyik járása Hakaszföldön. Székhelye Aszkiz.

## Népesség
- 2002-ben 43 601 lakosa volt, melyből 47% hakasz, 45,4% orosz, 1,5% német, 1,2% sór.
- 2010-ben 40 907 lakosa volt.